# Wermerichshausen
Wermerichshausen ist ein Gemeindeteil der Stadt Münnerstadt im unterfränkischen Landkreis Bad Kissingen in Bayern.

## Geographische Lage
Das Pfarrdorf Wermerichshausen liegt östlich von Münnerstadt. Nördlich des Ortes verläuft in Ost-West-Richtung die Staatsstraße 2282 sowie westlich des Ortes in Nord-Süd-Richtung die Bundesautobahn 71. Die durch den Ort verlaufende Kreisstraße KG 2 mündet nordwärts in die St 2282 und führt südwärts nach Weichtungen, einem Gemeindeteil von Maßbach.

## Geschichte
In der seit Jahrtausenden besiedelten Wenkheimer Mark wurde im 8./9. Jahrhundert eine Rodungsinsel angelegt. Erstmals erwähnt wurde das Dorf im Jahre 1057 als „Wernburgohusun“. Der Ortsname könnte von einer Frau aus der Gründerfamilie namens Werinburg abgeleitet sein. 1354 wurde der Ort an das Hochstift Würzburg verkauft.
Ein Pfarrer wurde bereits 1261 erwähnt. Im 17. Jahrhundert entstand im Ort die St.-Vitus-Kirche. Neben dem Gotteshaus und dem ehemaligen Pfarrhof (1741–1743) stehen weitere 36 Objekte in dem Dorf unter Denkmalschutz, siehe Liste der Baudenkmäler in Wermerichshausen.
Am 1. Januar 1972 wurde die Gemeinde Wermerichshausen mit seinem Gemeindeteil Wannigsmühle im Zuge der Gebietsreform in Bayern nach Münnerstadt eingegliedert.

## Sonstiges
- Im Dorf gibt es ein Dorfgemeinschaftshaus.
- In Wermerichshausen gibt es einen Bolzplatz und einen Kinderspielplatz.
- Es gibt einen Schützenverein mit bewirtschaftetem gemeinnützigem Schützenhaus.[3]

## Persönlichkeiten
- Augustin Stapf (1659–1731), Abt des Zisterzienserklosters Maria Bildhausen
- Edmund Weigand (1887–1950), in Wermerichshausen geboren, Byzantinist und Althistoriker